# Megachile haematognatha
Megachile haematognatha är en biart som beskrevs av Cockerell 1937. Megachile haematognatha ingår i släktet tapetserarbin, och familjen buksamlarbin. Inga underarter finns listade i Catalogue of Life.